# Brockhaus enciklopedija
Brockhaus enciklopedija je enciklopedija na njemačkome jeziku izdavačke kuće Brockhaus.

## Povijest
Prvo izdanje nastalo je iz "Conversations-Lexikon mit vorzüglicher Rücksicht auf die gegenwärtigen Zeiten" autora Renatusa Gotthelfa Lobela i Christiana Wilhelma Frankea, objavljenog u Leipzigu 1796. – 1808. Kao i kod drugih enciklopedija iz 18. stoljeća, opseg nove enciklopedije proširen je izvan onog ranijeg izdanja u želji kako bi novo izdanje bilo prava, sveobuhvatna enciklopedija. Ovaj leksikon uključivao je zemljopis, povijest, dijelom i životopise, kao i poznatije mitologije, filozofiju i tako dalje.
Trenutačno 21. izdanje sadrži oko 300.000 natuknica na 24.000 stranica, s oko 35.000 karata, grafikona i tablica. To je najveća enciklopedija na njemačkom jeziku tiskana u 21. stoljeću. Digitalna multimedijska enciklopedija temeljena na Brockhausovoj enciklopediji dostupna je pod imenom "Brockhaus Enzyklopädie Digital", dostupna je od 15. studenoga 2005. na dva DVD-ROM-a ili na jednom USB memorijskom disku.

## Vanjske poveznice
Mrežna mjesta
- Brockhaus Enzyklopädie, razna izdanja dostupna na njemačkom Wikizvoru
- Brockhaus Kleines Konversations-Lexikon, sažeto izdanje u obliku leksikona iz 1911.
- Brockhaus, stranice nakladničke kuće Brockhaus